# Go-Kōgon
Go-Kōgon (後光厳, 23 de março de 1338 – 12 de março de 1374) foi o quarto imperador da Corte do Norte do Japão.

## Vida
Antes de sua ascensão ao trono, seu nome era Iyahito, o segundo filho do imperador Kōgon. Seu antecessor, o imperador Sukō, era seu irmão. Sua mãe se chamava Sanjō Shūshi.
Em 1351, o xogum Ashikaga Takauji passa a apoiar a Corte do Sul, forçando Sukō a abdicar. Numa tentativa de reunificar a linha imperial. No entanto, a paz logo se desfez, e em 1352, as tropas da Corte do Sul atacaram Quioto, sequestrando Kōgon, Kōmyō e Sukō e o príncipe herdeiro Naohito, filho de Kōgon. Isto produziu um vazio no poder já que não havia imperador em Quioto.
O Xogunato Ashikaga decide reativar a Corte do Norte, entronizando o príncipe Iyahito em 25 de setembro de 1352, então com 16 anos de idade, que se tornou o imperador Go-Kōgon.
Durante seu reinado, a ordem pública estava alterada pelo el antagonismo das duas cortes. A Corte do Sul recapturou várias vezes Quioto, obrigando Go-Kōgon a fugir parta a província de Ōmi. Quando Ashikaga Yoshimitsu foi nomeado xogum em 1368, o poder da Corte do Sul foi debilitado e a ordem foi restaurada em Quioto; também durante este momento, o poder do Imperador começou a declinar.
Go-Kōgon abdicou em 9 de abril de 1371, aos 34 anos, em favor de seu filho, o imperador Go-En'yū. Go-Kōgon governou como Imperador em Clausura até sua morte, em 12 de março de 1374, aos 35 anos.